# Laura Wasser
Pour les articles homonymes, voir Wasser.
Laura Allison Wasser, née le 23 mai 1968 à Los Angeles, est une avocate américaine spécialisée en droit de la famille et plus notamment en divorce.
Surnommée The Disso Queen (« la reine des séparations ») ou The Breakup Artist (« L'artiste de la rupture »), ses clients comprennent de nombreuses personnalités hollywoodiennes.
Elle est associée au cabinet Wasser, Cooperman & Mandles dont son père, Denis Wasser, est le fondateur.
Selon le Hollywood Reporter, Laura Wasser fait partie des cent premières avocates des États-Unis.